# Leptomerinthoprora corticina
Leptomerinthoprora corticina är en insektsart som först beskrevs av Morgan Hebard 1924.  Leptomerinthoprora corticina ingår i släktet Leptomerinthoprora och familjen gräshoppor. Inga underarter finns listade i Catalogue of Life.